# Lapeirousia rivularis
Lapeirousia rivularis là một loài thực vật có hoa trong họ Diên vĩ. Loài này được Wanntorp miêu tả khoa học đầu tiên năm 1971.